# فرودگاه دوریدو
فرودگاه دوریدو (به انگلیسی: Dorado Airport) یک فرودگاه با کد یاتا DDP است که یک باند فرود سنگفرش دارد. این فرودگاه در کشور ایالات متحده آمریکا قرار دارد .